# La Chapelle-Thècle
La Chapelle-Thècle település Franciaországban, Saône-et-Loire megyében. Lakosainak száma 497 fő (2022. január 1.). La Chapelle-Thècle Ménetreuil, La Genête, Jouvençon, Montpont-en-Bresse és Romenay községekkel határos.

## Népesség
A település népességének változása:
| Lakosok száma | 458  | 443  | 466  | 466  | 478  | 480  | 481  | 480  | 497  |
|               | 2013 | 2015 | 2016 | 2017 | 2018 | 2019 | 2020 | 2021 | 2022 |